# Coalition citoyenne pour le changement
La coalition citoyenne pour le changement (en anglais : Citizens Coalition for Change abrégé en CCC) est un parti politique zimbabwéen. Il est créé le 22 janvier 2022 par Nelson Chamisa et est lancé officiellement le 24 janvier 2022 lors d'une conférence de presse au Bronte Hotel à Harare,. Nelson Chamisa quitte la CCC en janvier 2024.

## Historique
Le 6 août 2017, en vue l'élection présidentielle zimbabwéenne de 2018, Morgan Tsvangirai lance l'Alliance du MDC avec Welshman Ncube, Tendaï Biti et quatre autres partis mineurs, dont Le peuple d'abord.
À la mort de Morgan Tsvangirai, Nelson Chamisa devient président par intérim du Mouvement pour le changement démocratique – Tsvangirai en mars 2018. Dans le même temps, Thokozani Khupe est désignée présidente du parti. Pour cette raison, Chamisa participe à la présidentielle de 2018 sous la bannière Alliance du MDC, qu'il enregistre comme parti.
En septembre 2018, le Mouvement pour le changement démocratique et le Parti démocrate populaire fusionnent avec le MDC-A sous la direction de Nelson Chamisa. Ce dernier dépose un recours pour récupérer les droits sur la marque MDC. En mai 2019, Nelson Chamisa est élu président du parti Alliance du MDC.
En mars 2020, Khupe est reconnue comme présidente légitime du MDC-T et obtient la destitution de députés pourtant élus sous la bannière MDC-A lors des élections parlementaires zimbabwéennes de 2018. Cependant, la justice reconnaît que le MDC-A est un parti. Le 28 décembre 2020, Douglas Mwonzora, ancien bras droit de Chamisa, devient président du parti, la présidente sortante Thokozani Khupe arrivant deuxième. Celle-ci dépose un recours à la Cour suprême mais elle est déboutée.
Nelson Chamisa forme en janvier 2022 la Coalition citoyenne pour le changement après avoir abandonné le nom du parti « MDC Alliance (en) » à Mwonzora, qui annonce présenter des candidats sous cette bannière. La CCC est issu du changement de nom du MDC-A. Le président du parti CCC présente le jaune comme nouvelle couleur et l'index levé comme nouveau symbole. La CCC n'a pas de constitution, un moyen d'éviter d'être lié par sa suprématie telle qu'elle l'était dans MDC. Après avoir formé le parti, la plupart des députés et conseillers de l'Alliance MDC qui ont montré leur allégeance à Chamisa sont rappelés du parlement par Douglas Mwonzora. Ceci, ainsi que certains décès de député, appelle à des élections partielles dans 28 sièges qui ont eu lieu le 26 mars 2022, au cours desquelles la CCC nouvellement formé remporte 19 et le ZANU-PF en remporte 9. Courant 2022, Khupe rejoint la CCC.
En janvier 2024, Nelson Chamisa quitte la CCC. Il dénonce l'influence de la ZANU-PF, le parti au pouvoir, sur les élus de la CCC. En particulier, le gouvernement a proposé des prêts aux députés pour mieux les manipuler.

## Résultats électoraux

### Élections présidentielles
| Année | Candidat       | 1er tour  | 1er tour | Résultat |
| Année | Candidat       | Voix      | %        | Résultat |
| ----- | -------------- | --------- | -------- | -------- |
| 2018  | Nelson Chamisa | 2 151 927 | 45,07    | Battu    |
| 2023  | Nelson Chamisa | 1 967 343 | 44,03    | Battu    |

### Parlement
| Élection | Chef           | Suffrages | %     | Assemblée nationale | +/– | Sénat   | +/– | Rang | Position   |
| -------- | -------------- | --------- | ----- | ------------------- | --- | ------- | --- | ---- | ---------- |
| 2018     | Nelson Chamisa | 1 624 875 | 34,33 | 88 / 270            | 16  | 25 / 80 | 2   | 2e   | Opposition |
| 2023     | Nelson Chamisa | 1 855 135 | 41,58 | 103 / 280           | 15  | 27 / 80 | 1   | 2e   | Opposition |

### Partielles
| Élection | Chef           | Suffrages | % | Assemblée nationale | +/– | Rang | Position   |
| -------- | -------------- | --------- | - | ------------------- | --- | ---- | ---------- |
| 2022     | Nelson Chamisa |           |   | 19 / 28             | 19  | 1er  | Opposition |